# Jean Zuber
Pour les articles homonymes, voir Zuber.

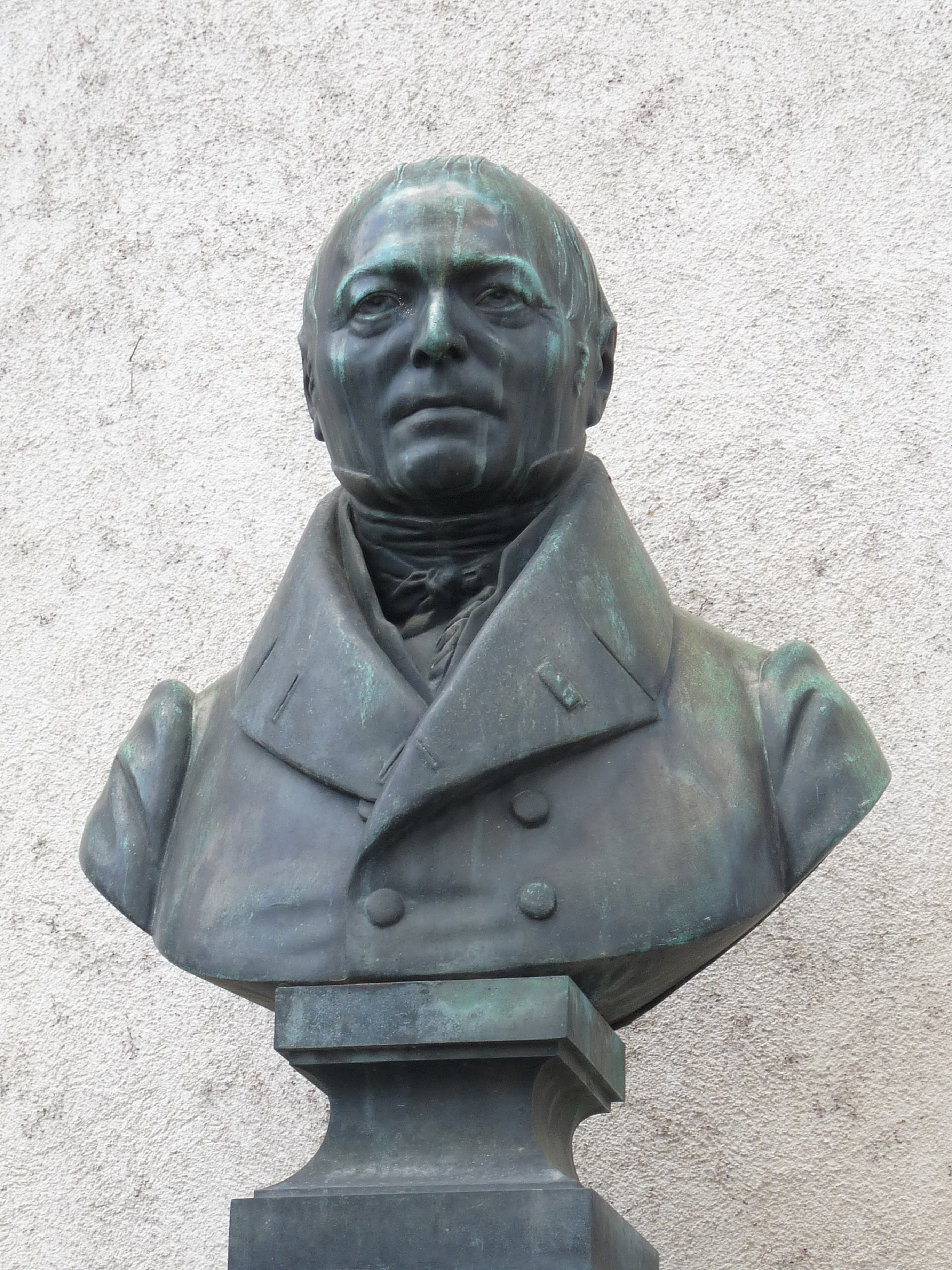
Buste de Jean Zuber, exécuté en 1897
à l'occasion du centenaire de l'entreprise

Jean Zuber, né à Mulhouse le 1er mai 1773 et mort dans la même ville le 28 août 1852, est un industriel alsacien, d'origine suisse, dirige la manufacture de papiers peints Zuber & Cie à Rixheim (Haut-Rhin) à partir de 1802.
C’est en juillet 1791 que Jean Zuber entre dans la manufacture de papiers peints Dollfus, à Mulhouse. Jean-Jacques Dollfus possédait une manufacture de textile et venait de créer cette manufacture de papiers peints pour son fils Nicolas. Jean Zuber a 18 ans. Il voyage pour prospecter les marchés étrangers. En 1795, l’entreprise est vendue à Hartmann Risler qui prend Jean Zuber comme associé.
L’entreprise située dans la république de Mulhouse, donc en dehors du territoire français, paye de lourdes taxes douanières. En 1797, Jean Zuber convainc son associé Hartmann Risler de transférer la fabrique de papiers peints à Rixheim, dans l’ancienne Commanderie des Chevaliers Teutoniques.
L’entreprise subit des difficultés financières. Non sans difficultés, le 8 mai 1802, Jean Zuber réussit à prendre le contrôle de la manufacture qui s’intitule alors Jean Zuber & Cie.
Sous la direction de Jean Zuber la manufacture fait de belles innovations techniques comme la fabrication du papier en continu ou l’impression en continu au rouleau de cuivre, gravé en taille douce. Grâce à son fils Jean qui a une formation de chimiste, l’entreprise améliore les colorants en utilisant le jaune de chrome ou le vert de Schweinfurt.
Jean Zuber innove aussi sur le plan social en fondant une caisse d’épargne en 1820 et une caisse de maladie. 
Il se retire de l’entreprise en 1834 en laissant la gérance à ses deux fils Jean et Frédéric.
Le 8 août 1796, il épouse Elisabeth Spoerlin (5 février 1775 - 20 septembre 1856). Il est le grand-père du peintre paysagiste Henri Zuber.
Jean Zuber est décoré de la Légion d'honneur en 1834 au titre de son activité d'industriel.